# (9080) Takayanagi
Pour les articles homonymes, voir Takayanagi.
(9080) Takayanagi est un astéroïde de la ceinture principale, découvert le 2 octobre 1994 par Kin Endate et Kazurō Watanabe à Kitami. Sa désignation provisoire était 1994 TP.